# Lou van Rees

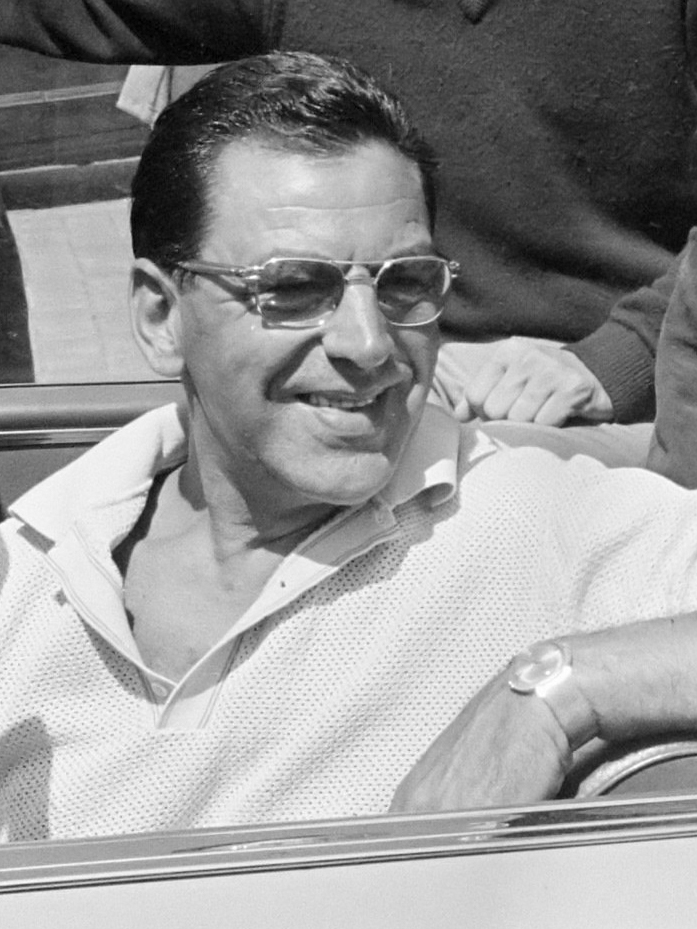
Lou van Rees (1966)

Louis George (Lou) van Rees (Den Haag, 29 mei 1916 – Vinkeveen, 8 augustus 1993) was een Nederlands impresario voor jazz- en popconcerten.
Zijn vader was 16 jaar lang concertmeester en dirigent in het Scala Theater in Den Haag, onder meer bij de Bouwmeester Revue en zijn moeder was concertpianiste. Het was dan ook niet meer dan logisch dat Lou op 6-jarige leeftijd viool- en pianoles kreeg. Het werd geen doorslaand succes. Echter, toen hij op jonge leeftijd kennis maakte met het jazzorkest van Cab Calloway, besloot hij de viool aan de wilgen te hangen en saxofoon en klarinetles te nemen. In militaire dienst sloot hij zich aan bij het Regiment Wielrijders en speelde saxofoon op de fiets.
Niet lang daarna vormde hij een semiprofessionele band, de Collegians genaamd. Daarnaast studeerde hij biologie en werkte hij als ambtenaar op het Ministerie van Sociale Zaken in Den Haag.

## 1945 - 1952
Na de oorlog trad hij met zijn trio op in Dancing Winkels in de Kalverstraat in Amsterdam. In 1947 stapte hij over naar het orkest van Boyd Bachman, waarmee hij door heel Europa optrad. Twee jaar later ging hij samen met Bachman verder als muzikaal duo. Ze brachten elke week in een ander Engels theater een show die 'The Melody Lingers On...' heette.
Toen ook dat stopte in 1949 bleef Lou van Rees in Engeland rondhangen en kwam in contact met het Orkest Geraldo en orkestleiders als Ted Heath en Victor Sylvester. Zo ontstond de International Band Exchange. The Ramblers, Pia Beck en The Skymasters gingen optreden in Engeland, terwijl beroemde Engelse orkesten in Nederland hun entree maakten. Dit was de eerste stap naar zijn impresariaat. Door dit uitwisselingsprogramma werkten op het hoogtepunt zo'n 120 internationale orkesten in nachtclubs en hotels in en buiten Europa.

## Na 1952
In 1952 startte hij samen met de Amerikaanse impresario Norman Granz onder de titel 'Jazz at the Philharmonic' de beroemde nachtconcerten in het Concertgebouw te Amsterdam, een fenomeen dat uit nood werd geboren. De Amerikaanse jazzgiganten waren te duur om voor één concert Nederland aan te doen. Nu konden ze een avondconcert geven in het Scheveningse Kurhaus en na twaalven een nachtconcert in het Concertgebouw. Het concert dat Dizzy Gillespie op 22 maart 1952 gaf, staat in de boeken als eerste nachtconcert. Vele jazzgrootheden als Billie Holiday, Nat King Cole, Woody Herman, Gerry Mulligan, Chet Baker, Count Basie, Louis Armstrong, Ella Fitzgerald, Duke Ellington, Stan Kenton, Coleman Hawkins, Sarah Vaughan, Miles Davis en Oscar Peterson zouden volgen.
Tevens organiseerde hij onder de noemer Gala of thé Year concerten met artiesten als Judy Garland, Maurice Chevalier, Josephine Baker, Marlene Dietrich, Édith Piaf, Peggy Lee, Sammy Davis jr., Danny Kaye, Diana Ross, Neil Diamond, Cliff Richard, Simon & Garfunkel, John Denver, Andy Williams, Ike & Tina Turner, Charles Aznavour, Liza Minnelli en Shirley Bassey. Dertig superconcerten per jaar waren geen uitzondering. Befaamd werden zijn herkenbare zwart-wit affiches, die regelmatig door anderen werden geïmiteerd.

## Jaren 70
Het absolute hoogtepunt van zijn carrière was ongetwijfeld het Concert of thé Century dat Frank Sinatra op 2 juni 1975 in het Amsterdamse Concertgebouw gaf. De hoge gage van $125,000 was er de oorzaak van dat van Rees toegangsprijzen van Fl. 250,- moest berekenen, een unicum in die tijd.
Ook popgroepen haalde hij naar Nederland, zoals Deep Purple, Blood, Sweat & Tears, Ten Years After, Led Zeppelin, Black Sabbath en Emerson, Lake & Palmer.
Dat het tijdens de concerten niet altijd vlekkeloos verliep, lag meestentijds aan de artiesten zelf. Legendarisch is het optreden van vibrafonist Lionel Hampton die tijdens een concert in 1956 door de politie van het podium van het Concertgebouw verwijderd moest worden omdat hij niet meer te stoppen was. Twee jaar eerder ging het ook al mis bij een concert van Hampton, ditmaal in de Amsterdamse Apollohal, waar duizenden bezoekers door de vloer zakten. Het concert van Deep Purple in de Oude RAI in Amsterdam eindigde in een deceptie toen de groep voortijdig besloot het podium te verlaten. 15.000 teleurgestelde bezoekers raakten slaags en vernielden instrumenten en apparatuur. Politie te paard moest er aan te pas komen de zaal te ontruimen.

## Anekdotes
Als chef d'équipe deed hij vanaf 1959 voor Nederland 15 keer mee aan het befaamde Knokkefestival. Regelmatig mondde dit uit in een relletje, maar volgens Van Rees was dat altijd weer goed voor de publiciteit. Nederland won in 1964 met Willeke Alberti, Shirley, Trea Dobbs, Ilonka Biluska en Rita Hovink en in 1965 met Greetje Kauffeld, Liesbeth List, Conny van Bergen, Suzie en Jan Arntz. Ook ging hij met artiesten als Ben Cramer, Mariska Veres, Rita Reys en Patricia Paay naar diverse internationale Songfestivals, onder meer in Tokio, Rio de Janeiro en Polen.
Tijdens een van zijn bezoeken aan Nederland, bracht trompettist Louis Armstrong, die inmiddels een grote vriend van Lou was geworden, in 1961 uit Amerika een deltavlieger voor hem mee. Als fervent waterskiër vloog Lou regelmatig achter zijn speedboot boven de Vinkeveense Plassen. Dat was dan ook een van de redenen waarom van Rees in 1971 werd gevraagd als juryvoorzitter voor het tv-programma Vlieg er eens uit van het populaire TROS-televisieprogramma Te land, ter zee en in de lucht. Tot en met 1992 zou hij juryvoorzitter blijven.
In 1982 stopte Lou van Rees met het organiseren van de grote concerten. Na 1690 concerten met ruim 3,5 miljoen bezoekers en het betalen van ruim 24 miljoen gulden aan gages besloot hij, mede door de op dat moment 'dure' Amerikaanse dollar, een punt achter zijn Lou van Rees Organization te zetten. De Gouden Tulp van platenmaatschappij Phonogram viel hem ten deel. Wel bleef hij artiesten boeken op cruiseschepen van de Hapag-Lloyd en de Fred Olsen Line en was hij een graag geziene juryvoorzitter tijdens talentenjachten en Miss Holland-verkiezingen.